# Pest Control – Banksus Militus Vandalus
Pest Control – Banksus Militus Vandalus ist eine Installation des britischen Streetart-Künstlers Banksy aus dem Jahr 2004. Es zeigt in einem gerahmten Kasten eine präparierte Ratte mit Utensilien eines Graffiti-Sprayers: Rucksack, Taschenlampe und Spraydose. An der Rückwand der Kiste die gesprühte Botschaft „our time will come“ (deutsch „unsere Zeit wird kommen“). Banksy installierte das Werk 2004 illegal im Naturhistorischen Museum in London. Dort blieb es zwei Stunden, ehe es ein Mitarbeiter entdeckte und entfernte. Anschließend war das Werk zwei weitere Male zu sehen: 2009 in der Ausstellung Banksy v Bristol Museum und 2014 in Sotheby’s Ausstellung Banksy – The Unauthorised Retrospective.
 